# 加茂古墳
加茂古墳（日语：／ Kamokofun）是位於日本福井縣小濱市加茂的兩座圓墳的統稱，屬於加茂古墳群，福井縣指定史跡。

## 概要
兩座古墳均位於福井縣西南面，小濱市東北部加茂神社以北的山麓。該處約有20座古墳，統稱為加茂古墳群，而其中具代表性的就是統稱為加茂古墳的加茂北古墳和加茂南古墳。
北古墳和南古墳的墳丘雖然均受到嚴重破壞，但是仍然能夠推測為墳丘為兩層的圓墳，並且沒有葺石和埴輪。兩墳的主體部分均是巨大的石室，北古墳的石室更是若狹地方規模最大的石室，被稱為「若狹的石舞台」。另外，兩墳由於曾經遭到盜墓，因此陪葬品不明。從石室的形態推測，兩墳應建於古墳時代後期（約6世紀後半至7世紀初）。
1959年，兩墳以加茂古墳的名義獲指定為福井縣指定史跡。

## 墓室
北古墳和南古墳的墓室形態均是橫穴式石室，其中北古墳為兩袖型，南古墳則是片袖型，開口部分同樣是南面。石室的規模如下。

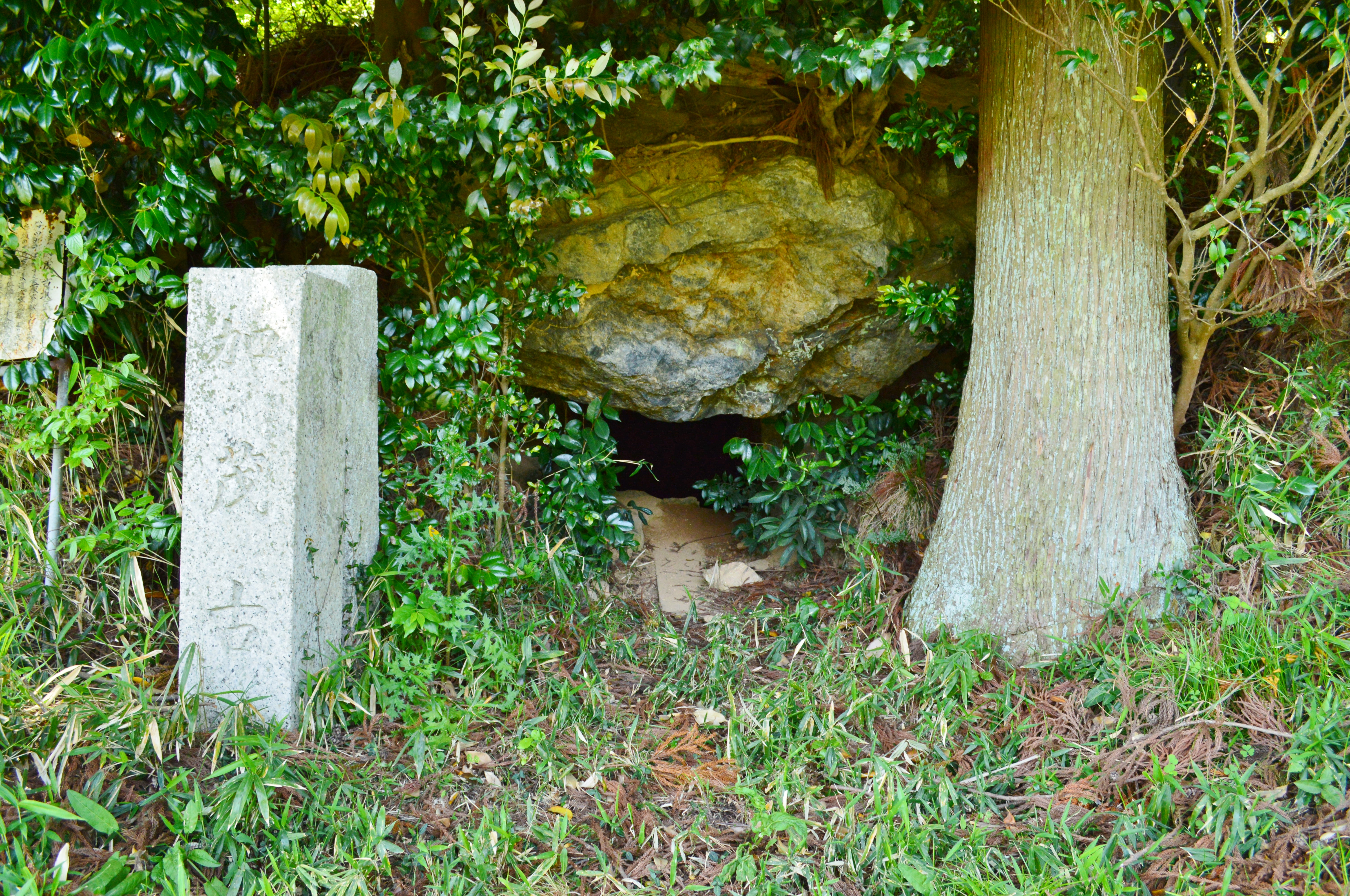
加茂南古墳的石室入口
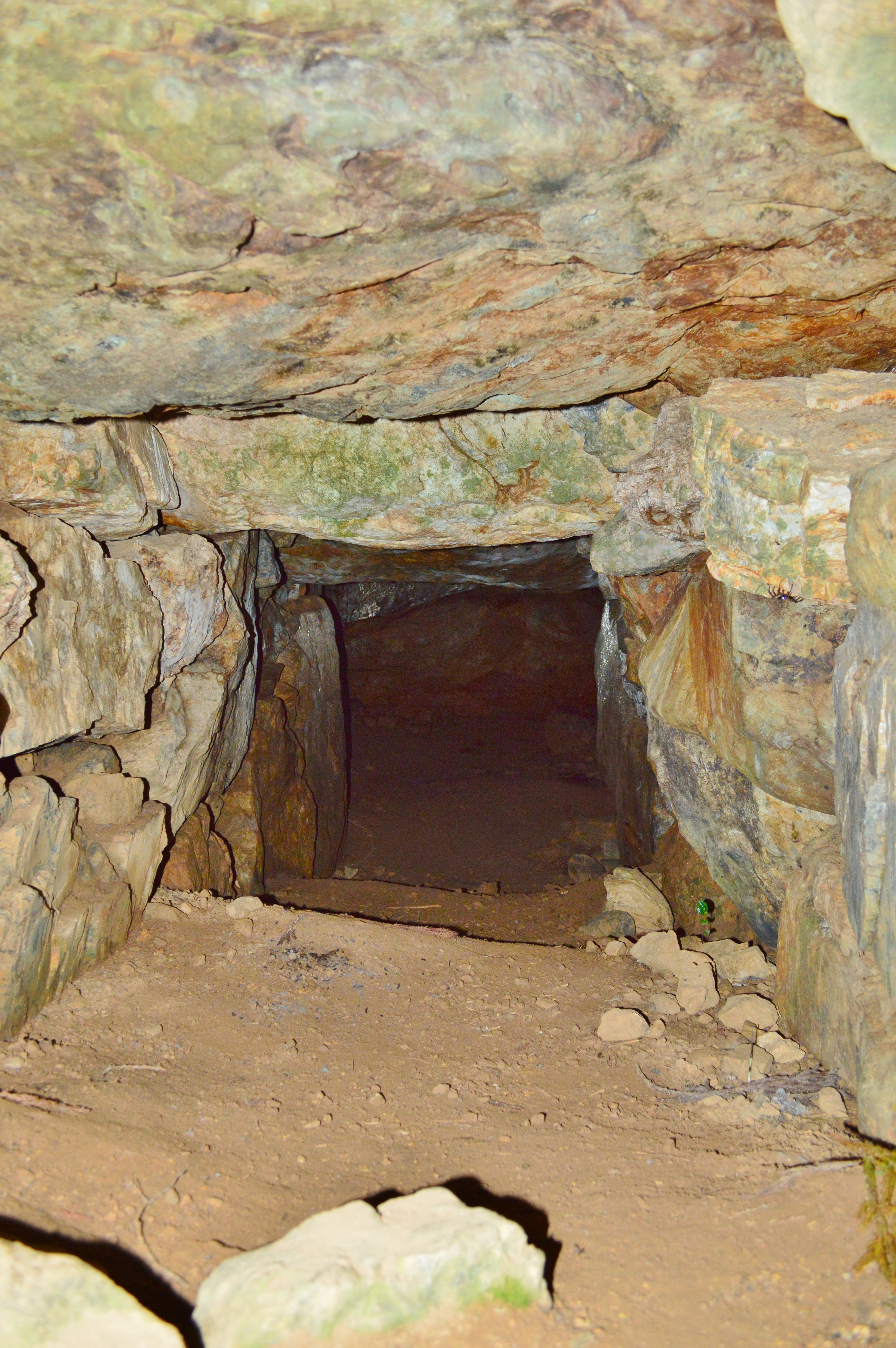
石室內部

北古墳
- 石室全長：13.7米
- 玄室（日语：玄室）
  - 長：4.7米
  - 寬：2.8米
  - 高：3.96米
- 羡道（日语：羨道）
  - 長：9米

南古墳
- 石室全長：12.5米
- 玄室
  - 長：4.2米
  - 寬：3.1米
  - 高：3.76米
- 羨道
  - 長：8.28米

- 加茂南古墳的石室入口
- 石室內部

## 文化財

### 福井縣指定文化財
- 史跡
  - 加茂古墳，1959年9月1日指定[3]。

## 外部連結
- 加茂古墳（页面存档备份，存于）
- 加茂古墳（页面存档备份，存于）